# 東京都道168号東秋留停車場線

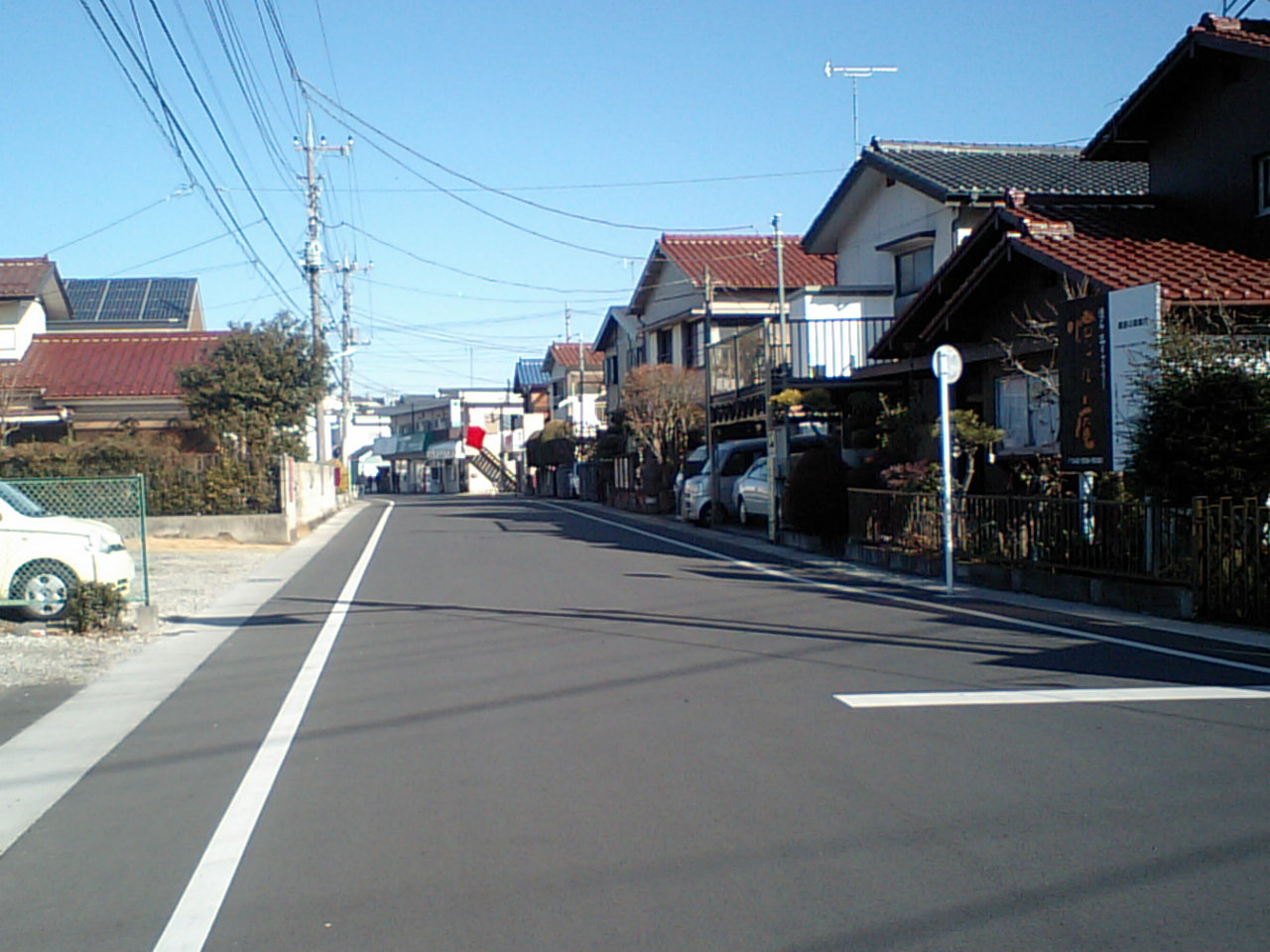
あきる野市野辺付近

東京都道168号東秋留停車場線（とうきょうとどう168ごう ひがしあきるていしゃじょうせん）は、東京都あきる野市野辺のJR五日市線東秋留駅から、同市二宮の東京都道7号杉並あきる野線交点に至る道路である。

## 道路概要
- 陸上距離：789m
- 起点：東京都あきる野市野辺（東秋留駅）
- 終点：東京都あきる野市二宮（二宮神社前交差点＝東京都道7号杉並あきる野線交点）

## 交通状況
- 道路交通センサスによる東秋留停車場線の交通データについて[1]、
  - 24時間自動車類交通量では、小型車4,686台、大型車741台、合計5,427台である。
  - また道路部幅員10.00m、車道部幅員8.00m、車道幅員7.00mである。

## 交差・接続している道路
- 東京都道176号楢原あきる野線（東京都あきる野市）東秋留駅入口交差点
- 東京都道7号杉並あきる野線（五日市街道、東京都あきる野市）二宮神社前交差点

## バス路線
- あきる野市のコミュニティバスである「るのばす」が、当道の東秋留駅入口交差点から二宮神社前交差点間を走行している。

## 周辺
- 二宮神社
- 普門寺